# پیر برتن
پیر برتن (فرانسوی: Pierre Bertin‎؛ ۲۴ اکتبر ۱۸۹۱ – ۱۳ مهٔ ۱۹۸۴) هنرپیشه اهل فرانسه بود.
از فیلم‌هایی که وی در آن نقش داشته است می‌توان به کلاغ، اورفئوس، جنجال بزرگ و دکتر کئوک اشاره کرد.